# Campeonato Mundial de Judo de 2026
El XLIV Campeonato Mundial de Judo se celebrará en Bakú (Azerbaiyán) en el año 2026 bajo la organización de la Federación Internacional de Judo (IJF) y la Federación Azerbaiyana de Judo.